# Tennis Championships of Maui
O Royal Lahaina Challenger é um evento de tênis masculino, realizado desde 2010, em piso rápido, em Lahaina, EUA. Foi transferido de Honolulu para Maui em 2013, e para o Royal Lahaina em 2014. Em 2016 ocorreu também a modalidade feminina desse torneio, como parte do Circuito Feminino ITF.

## Histórico
| Nome                     | Anos          |
| ------------------------ | ------------- |
| Honolulu Challenger      | 2010-2012     |
| Maui Challenger          | 2013          |
| Royal Lahaina Challenger | 2014-presente |

## Edições

### Simples
| Ano  | Campeão         | Vice-Campeões   | Placar        |
| ---- | --------------- | --------------- | ------------- |
| 2017 | Chung Hyeon     | Taro Daniel     | 7–6(7–3), 6–1 |
| 2016 | Wu Di           | Kyle Edmund     | 4–6, 6–3, 6–4 |
| 2015 | Jared Donaldson | Nicolas Meister | 6–1, 6–4      |
| 2014 | Bradley Klahn   | Yang Tsung-hua  | 6–2, 6–3      |
| 2013 | Go Soeda        | Mischa Zverev   | 7–5, 7–5      |
| 2012 | Go Soeda        | Robby Ginepri   | 6–3, 7–6(7–5) |
| 2011 | Ryan Harrison   | Alex Kuznetsov  | 6–4, 3–6, 6–4 |
| 2010 | Michael Russell | Grega Žemlja    | 6–0, 6–3      |

### Duplas
| Ano  | Campeões                         | Vice-Campeões                     | Placar                 |
| ---- | -------------------------------- | --------------------------------- | ---------------------- |
| 2017 | Austin Krajicek Jackson Withrow  | Bradley Klahn Tennys Sandgren     | 6–4, 6–3               |
| 2016 | Jason Jung Dennis Novikov        | Alex Bolt Frank Moser             | 6–3, 4–6, [10–8]       |
| 2015 | Jared Donaldson Stefan Kozlov    | Chase Buchanan Rhyne Williams     | 6–3, 6–4               |
| 2014 | Denis Kudla Yasutaka Uchiyama    | Daniel Kosakowski Nicolas Meister | 6–3, 6–2               |
| 2013 | Lee Hsin-han Peng Hsien-yin      | Tennys Sandgren Rhyne Williams    | 6–7(1–7), 6–2, [10–5]  |
| 2012 | Amer Delić Travis Rettenmaier    | Nicholas Monroe Jack Sock         | 6–4, 7–6(7–3)          |
| 2011 | Ryan Harrison Travis Rettenmaier | Robert Kendrick Alex Kuznetsov    | W/O                    |
| 2010 | Kevin Anderson Ryler DeHeart     | Im Kyu Tae Martin Slanar          | 3–6, 7–6(7–2), [15–13] |

### Simples feminina
| Ano  | Campeã           | Vice-Campeã      | Placar        |
| ---- | ---------------- | ---------------- | ------------- |
| 2016 | Christina McHale | Raveena Kingsley | 6–3, 4–6, 6–4 |

### Duplas feminina
| Ano  | Campeãs                     | Vice-Campeãs                   | Placar           |
| ---- | --------------------------- | ------------------------------ | ---------------- |
| 2016 | Asia Muhammad Maria Sanchez | Jessica Pegula Taylor Townsend | 6–2, 3–6, [10–6] |